# Heikki Roivainen
Heikki Roivainen, född 30 december 1900 i Pielavesi, död 5 oktober 1983 i Kervo var en finsk botanist och entomolog, mest känd för sitt arbete om mossor.
Roivainen, vars familj var bönder, avslutade sin kandidatexamen i filosofi 1935 och avlade doktorsexamen 1954. Han deltog i en finländsk botanisk expedition 1928–1929, vars syfte var att studera Eldslandet, Patagonien och Chiles mellersta delar. Roivainens doktorsavhandling byggde på vegetationsprover från myrmark ifrån dessa trakter. Han gjorde ännu en resa till dessa områden 1969–1970.
1953 blev han intendent vid Helsingfors universitets botaniska museum och från 1956 var han dess chef.
Heikki Roivainen publicerade mer än 150 studier varav 14 behandlar mossor. Han är hedersmedlem i Sociedad Latino Americana de Briologia Association, och mossläktet Roivainenia är uppkallat efter honom.

## Verk
- Tietoja kasvillisuudesta sekä putkilo- ja lehtisammalkasvistosta keskisen Luttojoen seuduilla ("Information om vegetation såväl som kärlväxter - bladmossfloran i centrala Luttojoki-regionerna"). Annales Societatis zoologicae-botanicae Fennicae Vanamo, vol.1, nr.8. Helsingfors, 1922-1923
- Tietoja Pihtiputaan ja Kinnulan putkilokasvistosta ("Om Pihtipudas och Kinnulas kärlväxter"). Kuopion luonnon ystäväin yhdistyksen julkaisuja. Serie B 1, 2. Kuopio 1927
- Lisätietoja eräiden lehtisammallajien esiintymisestä maassamme ("om förekomsten av några bladmossor i vårt land"). Annales Societatis zoologicae-botanicae Fennicae Vanamo vol.9, nr.6. Helsingfors, 1929
- Contribuciones á la flora de Isla Elisabeth, Rio de las Minas y Puerto San Isidor de Prov de Magallanes, de Puerto Barroso de Prov. de Chiloë y de los alrededores de Termas de Chillán de Prov. de Ñuble, Chile ("Bidrag om floran på ön Elisabeth, Rio de las Minas och Puerto San Isidor i provinsen Magallanes, Puerto Barroso i provinsen Chiloë och omgivningarna i Termas de Chillán i provinsen Ñuble, Chile"). Annales botanici Societatis zoologicae-botanicae Fennicae Vanamo, vol.4, nr.8. Helsingfors, 1933
- Informaciones sobre excursiones botanicas en la costa oriental de la Patagonia ("Information om botaniska exkursioner på Patagoniens östra kust"). Annales botanici Societatis zoologicae-botanicae Fennicae Vanamo, vol.4, nr.6. Helsingfors, 1933
- Observaciones sobre la vegetación en los alrededores de Termas de Chillán. prov. de Ñuble, Chile ("Observationer om vegetationen i närheten av Termas de Chillán i provinsen Ñuble, Chile"). Annales botanici Societatis zoologicae-botanicae Fennicae Vanamo, vol.5, nr.4. Helsingfors, 1934
- Bryological investigations in Tierra del Fuego : with diagnoses of many new species by Edwin B. Bartram. 1, Sphagnaceae-Dicranaceae ("Bryologisk undersökningar i Tierra del Fuego: med studier av många nya arter av Edwin B. Bartram. 1, Sphagnaceae-Dicranaceae"). Annales botanici Societatis zoologicae-botanicae Fennicae Vanamo, vol.9, nr.2. Helsingfors, 1937
- Eriophyid news from Finland ("Nyheter om Eriophyidae i Finland"). Acta entomologica Fennica 3. Suomen hyönteistieteellinen seura (Finska insektsföreningen), Helsingfors, 1947
- Eriophyid news from Sweden. ("Nyheter om Eriophyidae i Sverige"). Acta entomologica Fennica 7. Suomen hyönteistieteellinen seura (Finska insektsföreningen), Helsingfors, 1950
- Äkämäpunkit - Eriophyidae ; kirj. J. I. Liro, H. Roivainen. Suomen eläimet 6 ("Finska djur"). WSOY 1951
- Contributions to the knowledge of Eriophyids of Finland ("Bidrag till kunskapen om finska eriofyider"). Acta entomologica Fennica 8. Suomen hyönteistieteellinen seura (Finska insektsföreningen), Helsingfors, 1951
- Studien über die Moore Feuerlands (Studier om myrarna på Eldslandet). Annales botanici Societatis zoologicae-botanicae Fennicae Vanamo, vol.28, nr.2. Helsingfors, 1954
- Länsi-Lapin matkaopas ("Reseguide över västra Lappland"). Otava, 1957